# Doe or Die
Doe or Die ist das Debütalbum des New Yorker Rappers AZ. Nachdem AZ auf Nas Debütalbum Illmatic 1994 bekannt geworden war, arbeitete er an seinem eigenen Werk. Doe or Die wird in Hip-Hop-Kreisen als Klassiker bezeichnet und gehört zu den von Mafiafilmen inspirierten Alben.
In den Texten dreht es sich um fiktive Erzählungen aus der Unterwelt des organisierten Verbrechens. AZ lebt einen fantasierten, halsbrecherischen Gangster-Lifestyle mit Luxus-Limousinen, schönen Frauen und kubanischen Zigarren ohne dabei an morgen zu denken, so wie es in Kinofilmen oft gezeigt wird.
Auf dem Cover von Doe or Die ist AZ auf einem Porträt abgebildet. Um das Porträt herum sind Geldbündel und ein Anwesen zu sehen. Die Kulisse soll das Leben in Luxus und Wohlstand darstellen.

## Titelliste
1. Intro (produziert von AZ & Lunatic Mind)
2. Uncut Raw (produziert von Loose und AZ)
3. Gimme Yours featuring Nas (produziert von Pete Rock)
4. Ho Happy Jackie (produziert von Buckwild)
5. Rather Unique featuring Pete Rock (produziert von Pete Rock)
6. I Feel for You featuring Erica Scott (produziert von Amar und AZ)
7. Sugar Hill featuring Miss Jones (produziert von L.E.S.)
8. Mo Money Mo Murder (Homicide) featuring Nas (produziert von DR Period)
9. Doe or Die (produziert von N.O. Joe)
10. We Can't Win featuring Amar (produziert von Amar und AZ)
11. Your World Don't Stop (produziert von Ski)
12. Sugar Hill (Remix) (produziert von L.E.S.)

## Album Singles
1995: Gimme Yours (Remix) featuring Nas [Nicht auf dem Album enthalten]
- B-Seite: Uncut Raw

1995: Sugar Hill featuring Miss Jones
- B-Seite: Rather Unique featuring Pete Rock

1996: Doe Or Die
- B-Seite: Mo Money, Mo Murder (Homicide) featuring Nas

## Erfolg
Doe or die stieg 1995 auf Platz 15 der Billboard-200-Charts ein. In den Charts der Top R&B/Hip-Hop Albums konnte der Tonträger Platz 1 erreichen. Die Single Sugar Hill belegte Position 25 der Billboard-Hot-100-Charts.